# Vila Pouca de Aguiar
Vila Pouca de Aguiar – miejscowość w Portugalii, leżąca w dystrykcie Vila Real, w regionie Północ w podregionie Alto Trás-os-Montes. Miejscowość jest siedzibą gminy o tej samej nazwie.

## Demografia
| Liczba ludności gminy Vila Pouca de Aguiar (1801–2011) | Liczba ludności gminy Vila Pouca de Aguiar (1801–2011) | Liczba ludności gminy Vila Pouca de Aguiar (1801–2011) | Liczba ludności gminy Vila Pouca de Aguiar (1801–2011) | Liczba ludności gminy Vila Pouca de Aguiar (1801–2011) | Liczba ludności gminy Vila Pouca de Aguiar (1801–2011) | Liczba ludności gminy Vila Pouca de Aguiar (1801–2011) | Liczba ludności gminy Vila Pouca de Aguiar (1801–2011) | Liczba ludności gminy Vila Pouca de Aguiar (1801–2011) | Liczba ludności gminy Vila Pouca de Aguiar (1801–2011) |
| ------------------------------------------------------ | ------------------------------------------------------ | ------------------------------------------------------ | ------------------------------------------------------ | ------------------------------------------------------ | ------------------------------------------------------ | ------------------------------------------------------ | ------------------------------------------------------ | ------------------------------------------------------ | ------------------------------------------------------ |
| 1801                                                   | 1849                                                   | 1900                                                   | 1930                                                   | 1960                                                   | 1981                                                   | 1991                                                   | 2001                                                   | 2004                                                   | 2011                                                   |
| 8 171                                                  | 10 408                                                 | 16 047                                                 | 18 108                                                 | 25 394                                                 | 20 121                                                 | 17 081                                                 | 14 998                                                 | 15 100                                                 | 13 187                                                 |

## Sołectwa
Sołectwa gminy Vila Pouca de Aguiar (ludność wg stanu na 2011 r.)
- Afonsim – 183 osoby
- Alfarela de Jales – 401 osób
- Bornes de Aguiar – 2057 osób
- Bragado – 544 osoby
- Capeludos – 440 osób
- Gouvães da Serra – 133 osoby
- Lixa do Alvão – 424 osoby
- Parada de Monteiros – 72 osoby
- Pensalvos – 278 osób
- Sabroso de Aguiar – 684 osoby
- Santa Marta da Montanha – 135 osób
- Soutelo de Aguiar – 638 osób
- Telões – 1485 osób
- Tresminas – 415 osób
- Valoura – 376 osób
- Vila Pouca de Aguiar – 3303 osoby
- Vreia de Bornes – 652 osoby
- Vreia de Jales – 967 osób